# Čtyřnožci
Čtyřnožci (Tetrapoda) je velká skupina obratlovců, kteří obydleli souš. Objevili se v devonu (asi před 390 miliony let) jako potomci svaloploutvých ryb (Sarcopterygii) v podobě rodů Acanthostega a Ichthyostega. Skupinu Tetrapoda formálně popsal německý paleontolog Otto von Jaekel v roce 1909.
Nejstarší fosilní doklady o chůzi tetrapodů po souši (v podobě fosilních otisků stop) pocházejí z Polska (lokalita Zachełmie) a mají stáří asi 390 milionů let. Ovšem první tetrapodi vůbec nemuseli opustit vodní prostředí. Evoluční diverzifikaci suchozemských tetrapodů výrazně urychlil tzv. kolaps karbonských pralesů, ke kterému došlo v době před asi 307 miliony let. Nejstarším známým tetrapodomorfem je zřejmě druh Tungsenia paradoxa, který žil na území dnešní čínské provincie Jün-nan v době asi před 409 miliony let (raný devon).

## Objevy
V roce 1929 objevil tým vědců zkamenělé pozůstatky tetrapoda nazvaného Ichthyostega, o kterém se věřilo, že byl jedním z prvních tvorů, kteří chodili po souši. Na nově utvořených končetinách měl sedm prstů. V roce 1987 objevila Jennifer A. Clacková ve východním Grónsku zkamenělé pozůstatky čtyřnožce Acanthostega. Na obou předních končetinách měl osm prstů. Výzkum ukázal, že nejblíže příbuzná tetrapodům je ryba Tiktaalik roseae, jejíž fosilie byly v roce 2004 nalezeny v kanadské Arktidě na ostrově Ellesmere v horninách starých 375 milionů let. Měla podobně zploštělou lebku a oči umístěné na horní straně lebky, která je vzdálenější od kostěného pletence lopatkového a začíná být volně pohyblivá. 
Podle veslovitých končetin to byli stále ještě vodní živočichové částečně dýchající vnitřními žábrami, ale dokázali dýchat i vzdušný kyslík. Výzkum ukazuje, že nejstarší čtvernožci žili část času v mořské vodě a část času ve sladké vodě. Mezi taková místa dnes patří říční delty a estuáry, které zřejmě obývali. Byli zřejmě euryhalinní (měli schopnost snášet velké změny v koncentraci solí ve vodě). Devonští tetrapodi žili především v tropickém pásu, ale jejich zástupci byli objeveni také například za jižním polárním kruhem. Anatomické adaptace pro lepší pohyb na souši jsou dobře patrné také u druhu Mesanerpeton woodi, objeveném ve Skotsku a popsaném v létě roku 2018.

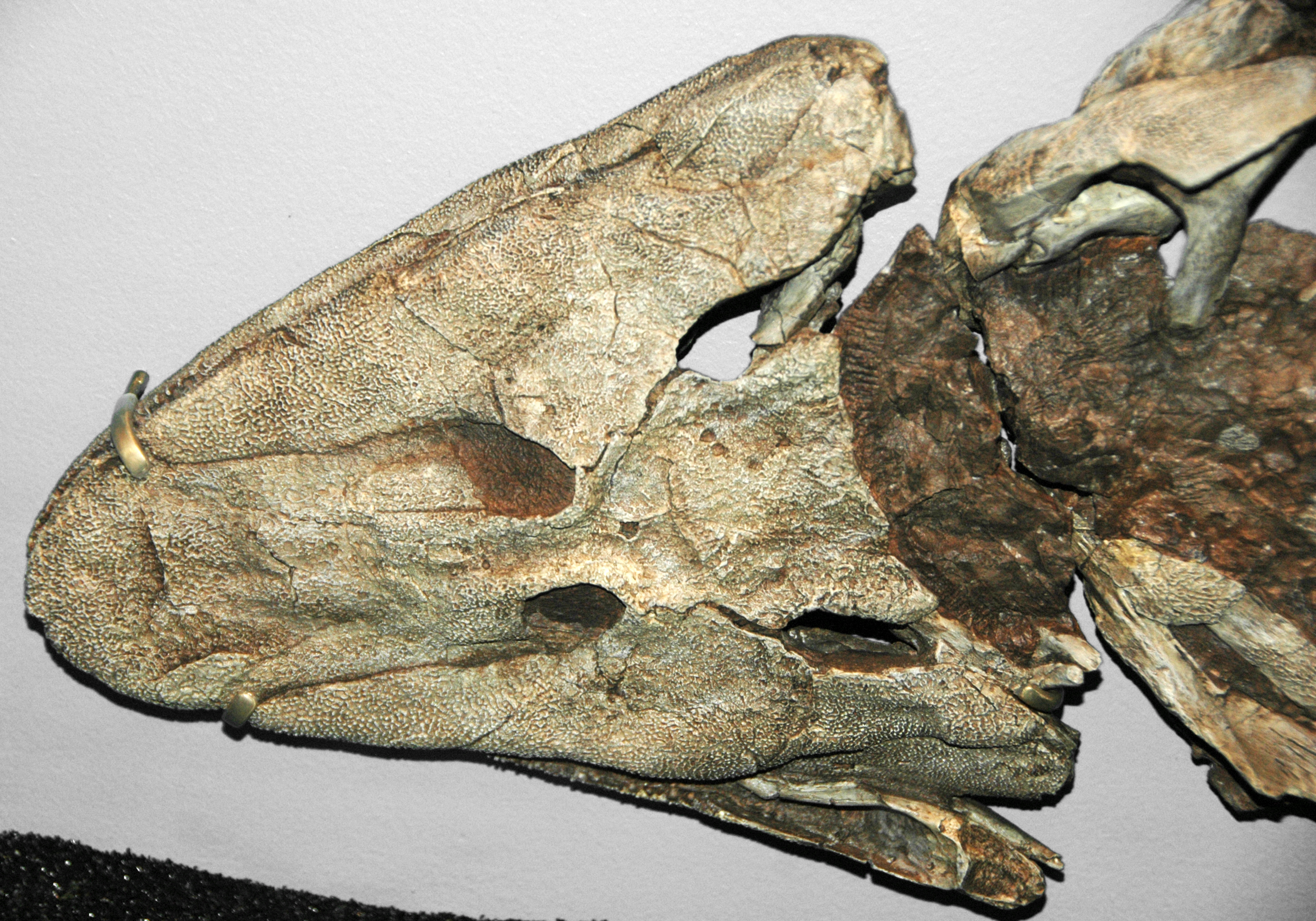
Tiktaalik roseae

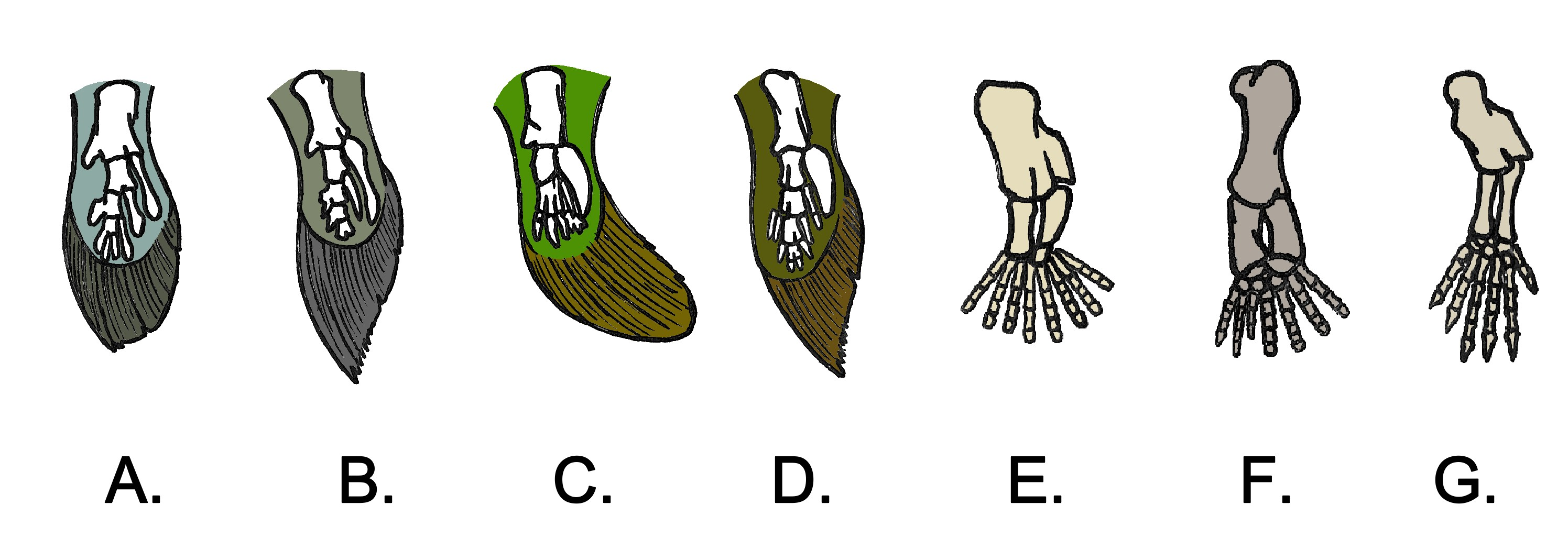
Schéma vývoje končetin u tetrapodů: A. Eusthenopteron B. Gogonasus C. Panderichthys D. Tiktaalik E. Acanthostega F. Ichthyostega (zadní noha) G. Tulerpeton

Transformace ploutví v kráčivé končetiny byl komplexní proces, kterému teprve začínáme rozumět. Přechod od plavání k chůzi byl dochován v podobě otisků stop (ichnofosilií) na deskách některých hornin karbonského stáří. Výzkumy ukázaly, že v době vzniku prvních tetrapodů byla míra evoluční (morfologické) inovace u „praobojživelníků“ velmi vysoká, a to po dobu asi 30 milionů let.
Mezi největší odborníky na tuto skupinu obratlovců patřila po desetiletí britská paleontoložka Jennifer Clacková (1947–2020).

## Recentní zástupci
K dnešním tetrapodům řadíme obojživelníky, savce, ptáky a zbylé plazy. Některé tetrapodní znaky mají i mořští ďasi, kteří používají ploutve ke kráčení, při kterém střídají pravou a levou břišní ploutev.

## Stavba těla a rozměry
Největšími známými zástupci této skupiny jsou obří kytovci (zejména plejtvák obrovský, dosahující hmotnosti přes 170 tun) a druhohorní sauropodní dinosauři, jejichž délka se mohla pohybovat až kolem 40 metrů.
Hmotnostní limit pro kráčející suchozemské živočichy činí podle některých odhadů asi 140 tun, což je zároveň hmotnost, které se možná přiblížili pouze největší žijící sauropodní dinosauři.